# Mandljevolistni mleček
Mandljevolistni mleček (znanstveno ime Euphorbia amygdaloides) je zelnata trajnica z močno razraslo koreniko, ki uspeva v gozdovih Evrope.

## Opis
Mandljevolistni mleček se od ostalih mlečkov loči po zimzelenih listih mandljaste oblike, ki so na vrhu olesenelega poganjka zbrani v rozeto. Iz rozete spomladi požene kobulasto socvetje, sestavljeno iz ciatijev, ki imajo pri mandljevolistnem mlečku polmesečaste žleze in zrasle podporne liste. Sprva sestavlja socvetje le nekaj cvetov, sčasoma pa se lahko razraste. V višino zraste do 80 cm in ima temno zelene in rahlo poraščene liste, ki v dolžino dosežejo okoli 6 cm. Mandljevolistni mleček je ena redkih rastlin, ki lahku uspeva v temačnih gozdovih, ponekod pa je postal celo invazivna vrsta. Mleček rastline je strupen in lahko ob stiku s kožo povzroči draženje.
Rastlina v Sloveniji cveti od aprila do junija, uspeva pa skoraj v vseh gozdovih.